# فيروس الإنفلونزا أ H2N2
فيروس الإنفلونزا أ H2N2 هو أحد أنماط فيروس الإنفلونزا أ التابع لمجموعة أورثوميكسوفيريداي، و يطلق عليه أحياناً إنفلونزا الطيور. يعتقد أن الفيروس H2N2 تحور إلى عدة أنماط منها ما سبب إنفلونزا روسيا عام 1889 و الفيروس المسبب لإنفلونزا آسيا، كما أن الفيروس فيروس الإنفلونزا أ H3N2 نتج من عملية زيحان مستضدي للفيروس H2N2.

## إنفلونزا روسيا
يعتقد أن سبب انتشار إنفلونزا روسيا بين العامين 1889 و1890 هو فيروس H2N2 . و إنفلونزا روسيا هي أقدم جوائح الإنفلونزا المعروفة. بدأ انتشار الفيروس في روسيا و سرعان ما انتقل إلى أوروبا و أمريكا الشمالية، حوالي مليون شخص توفوا جراء الإصابة بالعدوى.

## إنفلونزا آسيا
إنفلونزا آسيا هو وباء إنفلونزا من الدرجة الثانية ناتج من تحول فيروس إنفلونزا الطيور بدأ انتشاره في الصين بين عامي 1956 - 1958. الفيروس المسبب للعدوى كان فيروس H2N2 نتج من طفرة في الفيروس الذي يصيب البط البري اندمج مع فيروس يصيب الإنسان في عملية إعادة تشكيل الفيروس. انتشر الوباء إلى سنغفورة في فبراير و هونغ كونغ في أبريل من عام 1957. و في يونيو من نفس العام وصل الفيروس الولايات المتحدة و سبب بوفاة حوالي 70 ألف شخص هناك. كما سبب الفيروس بوفاة ما بين مليون إلى 4 ملايين شخص حول العالم. و تم حد انتشار الوباء نتيجة تطوير لقاح فعال ضده في عام 1957.